# Spitz finlandais
Pour les articles homonymes, voir Spitz.
Le spitz finlandais est une race de chien originaire de Finlande. Il s'agit d'un chien de taille moyenne, de type spitz, à la robe rouge-brun à brun doré. Issue des régions orientales et septentrionales de la Finlande, la race a été désignée « Chien national finlandais » en 1979. Le spitz finlandais a été sélectionné en tant que chien de chasse pour le gibier à plumes.

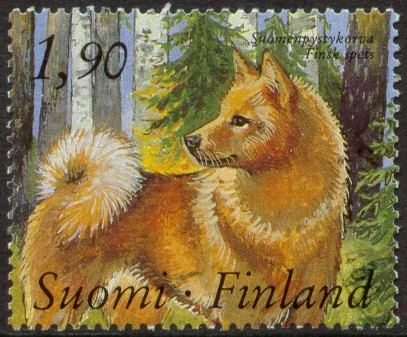
Timbre de 1989 relatif au Spitz finlandais.

## Historique

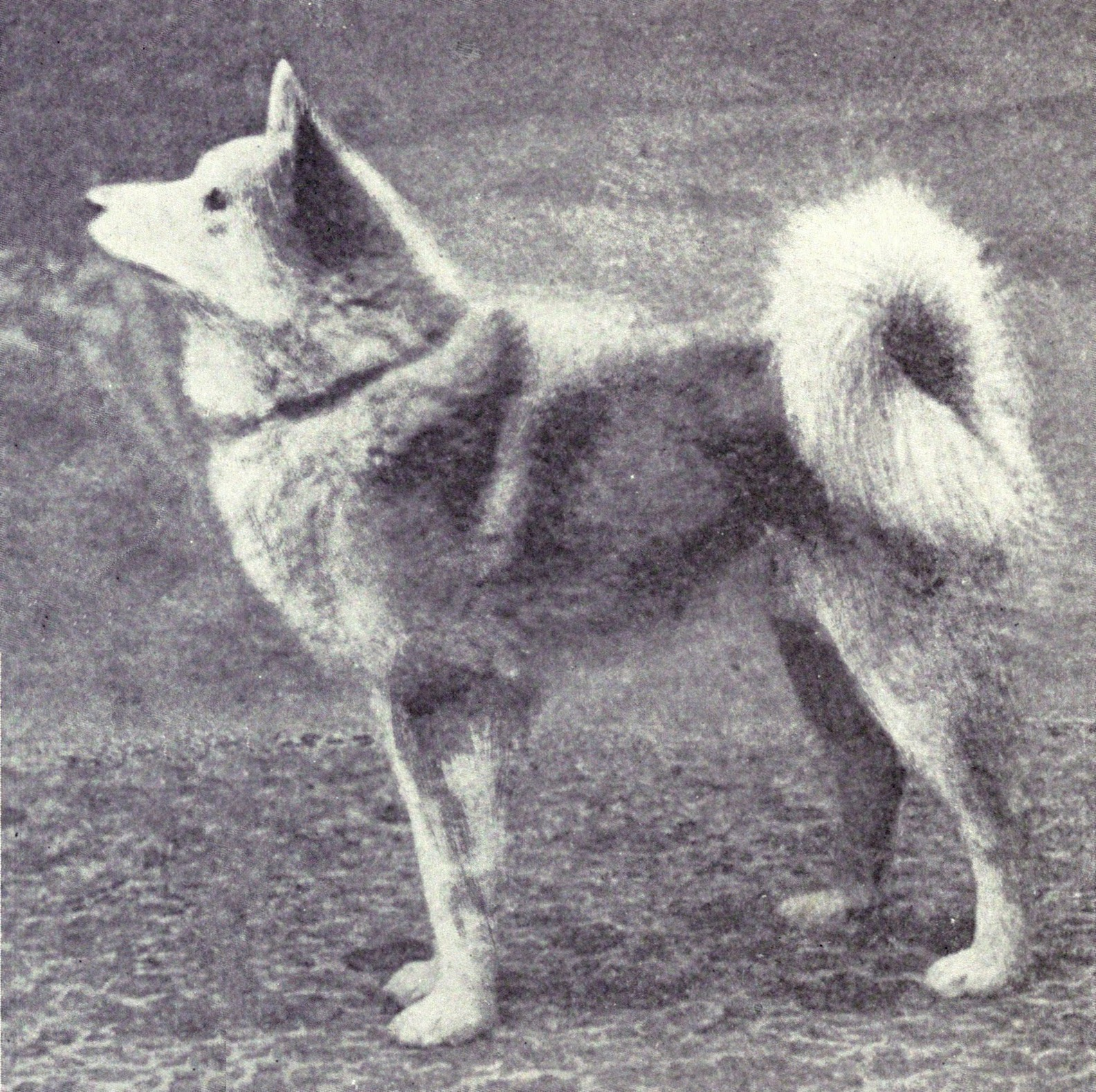
Un spitz finlandais en 1915.

Les origines du spitz finlandais ne sont pas clairement définies mais il est très probablement entré en Finlande au début de l'ère chrétienne, en compagnie des tribus nomades qui venaient des confins asiatiques[réf. nécessaire]. La race est sélectionnée pour être un beau chien de chasse, donnant bien de la voix en présence de gibier à plume sur les arbres. C'est en 1675 qu'un explorateur français le décrit pour la première fois, dans ses notes de voyage, tel qu'il nous apparaît encore aujourd'hui[réf. nécessaire]. 
Dans les années 1890, le livre des origines est ouvert et les sujets de type bien fixé et d’utilité déterminée se trouvent majoritairement dans les régions orientales et septentrionales de la Finlande. Le premier standard est rédigé en Finlande en 1892 tout comme la première exposition canine de la race. En 1897, le premier concours pour chiens de chasse à plume est organisé. La race populaire en Suède et en Finlande représente un élément essentiel de la culture finlandaise et a été désignée « Chien national finlandais » en 1979.
L'élevage en France débute en 1968[réf. nécessaire].

## Standard

### Corps

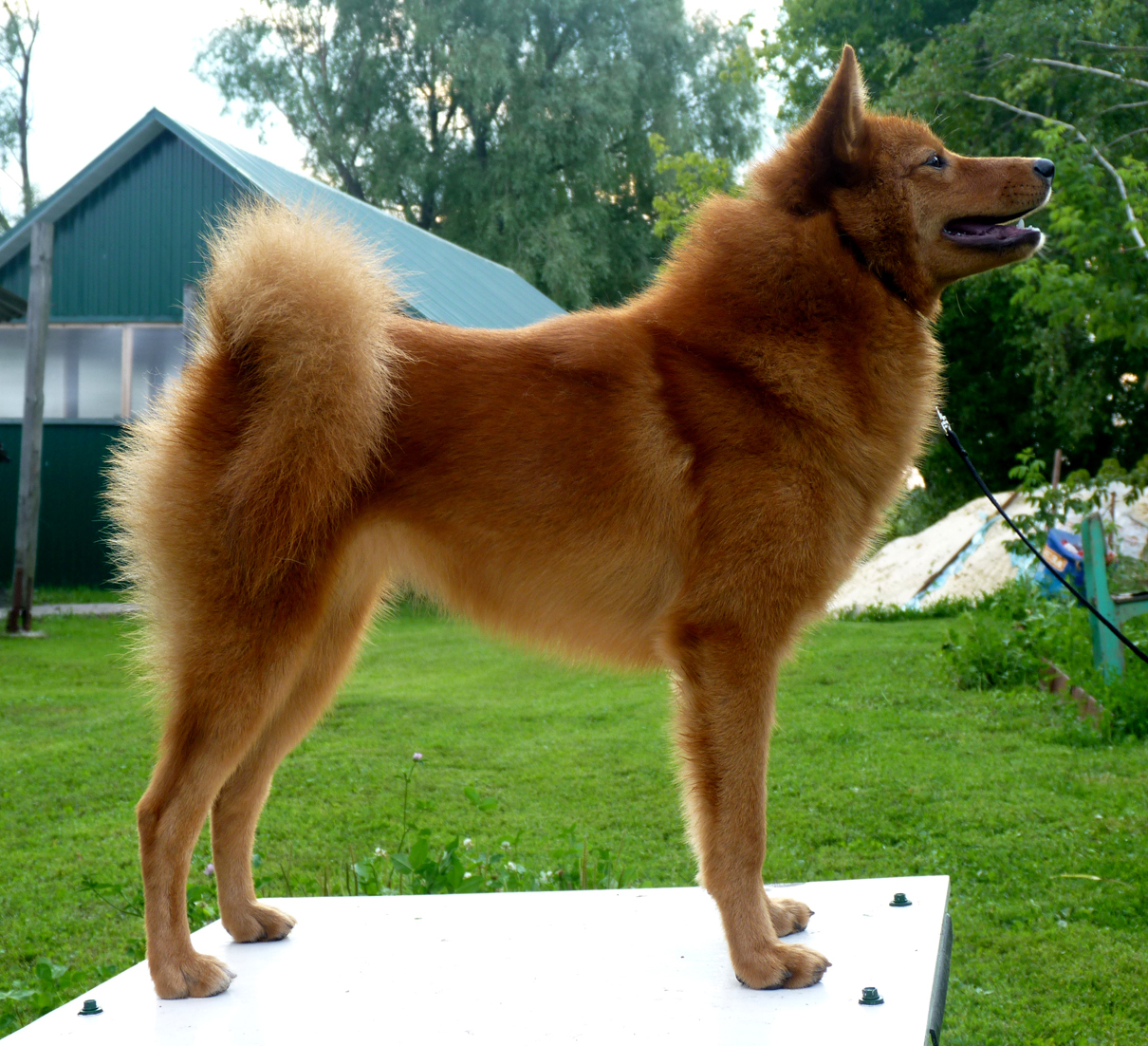
Vue proche du corps du Spitz finlandais.

Le spitz finlandais est un chien de type spitz constitution solide et sèche. Un peu au-dessous d'une taille moyenne, le corps peut presque s'inscrire dans un carré : la longueur du corps est égale à la hauteur au garrot. La hauteur de la poitrine est légèrement inférieure à la moitié de la hauteur au garrot. Le garrot est bien marqué, notamment chez le mâle. Le dos assez court, droit et musclé donne sur une croupe de longueur moyenne légèrement oblique.
La queue est fermement recourbée vers l'avant et portée le long et à proximité du dos, l'extrémité versant vers le bas et légèrement vers l'arrière pour s'appuyer sur la région moyenne de la cuisse. Étirée, son extrémité atteint approximativement le jarret. La poitrine moyennement large est profonde, descendant presque jusqu'aux coudes. Les côtes sont légèrement cintrées. Le poitrail est nettement visible sans être vraiment large. La ligne du dessous est légèrement relevée. Le cou est musclé avec un poil abondant qui forme une épaisse crinière chez les mâles. La gorge est sans fanon.
Défaut du corps en exposition :
- Queue trop fortement ou trop faiblement recourbée.

Défaut éliminatoire :
- Queue cassée.

### Membres
Les membres sont droits et parallèles lorsqu'ils sont observés de face ou de dos. L'ossature est d'un développement moyen. Le bras légèrement oblique est un peu plus court que l'omoplate et l'avant-bras assez fort et vertical. Les épaules sont fermes, très mobiles et relativement droites. Les coudes sont placés devant une ligne verticale virtuelle tirée depuis le point le plus élevé de l'omoplate. Ils sont dirigés droit vers l'arrière. Les métacarpes sont de longueur moyenne, légèrement inclinées. 
L'angulation des membres postérieurs est moyenne. La musculature des membres postérieurs est bien développée. La cuisse de longueur moyenne et assez large est légèrement plus longue que la jambe. Le grasset pointe droit vers l'avant. Le jarret est situé modérément bas.
Les métatarses est assez court, fort, vertical. 
Les pieds sont arrondis, avec des doigts serrés et bien cambrés. Les postérieurs sont un peu plus longs que les antérieurs. Les coussinets sont élastiques, toujours noirs avec leurs faces latérales couvertes d'un poil épais. Les ergots doivent être éliminés.
Défaut des membres en exposition :
- Métacarpes trop élastiques.

### Tête

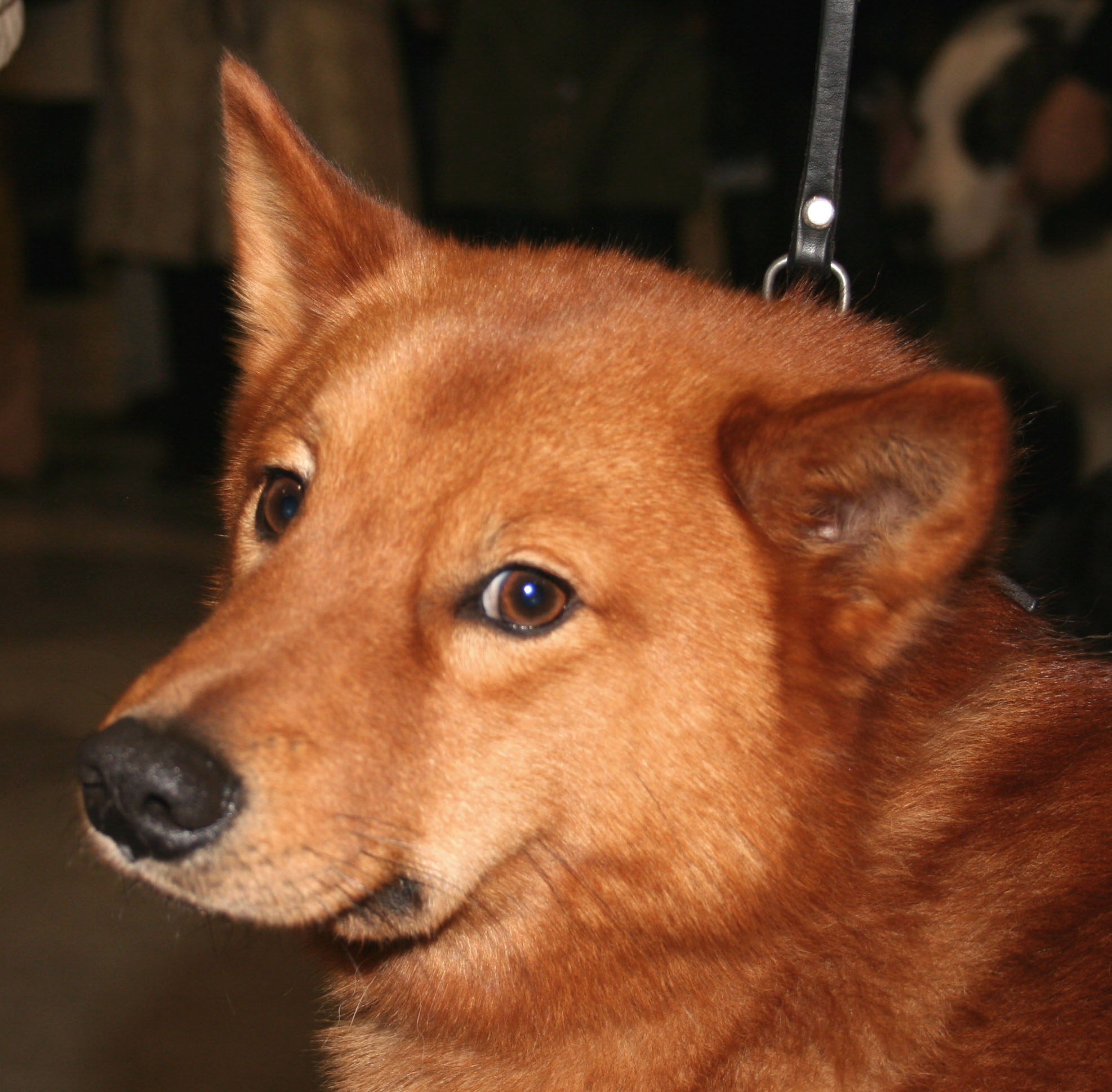
Portrait d'un spitz finlandais à l'exposition canine mondiale de Poznań en 2006.

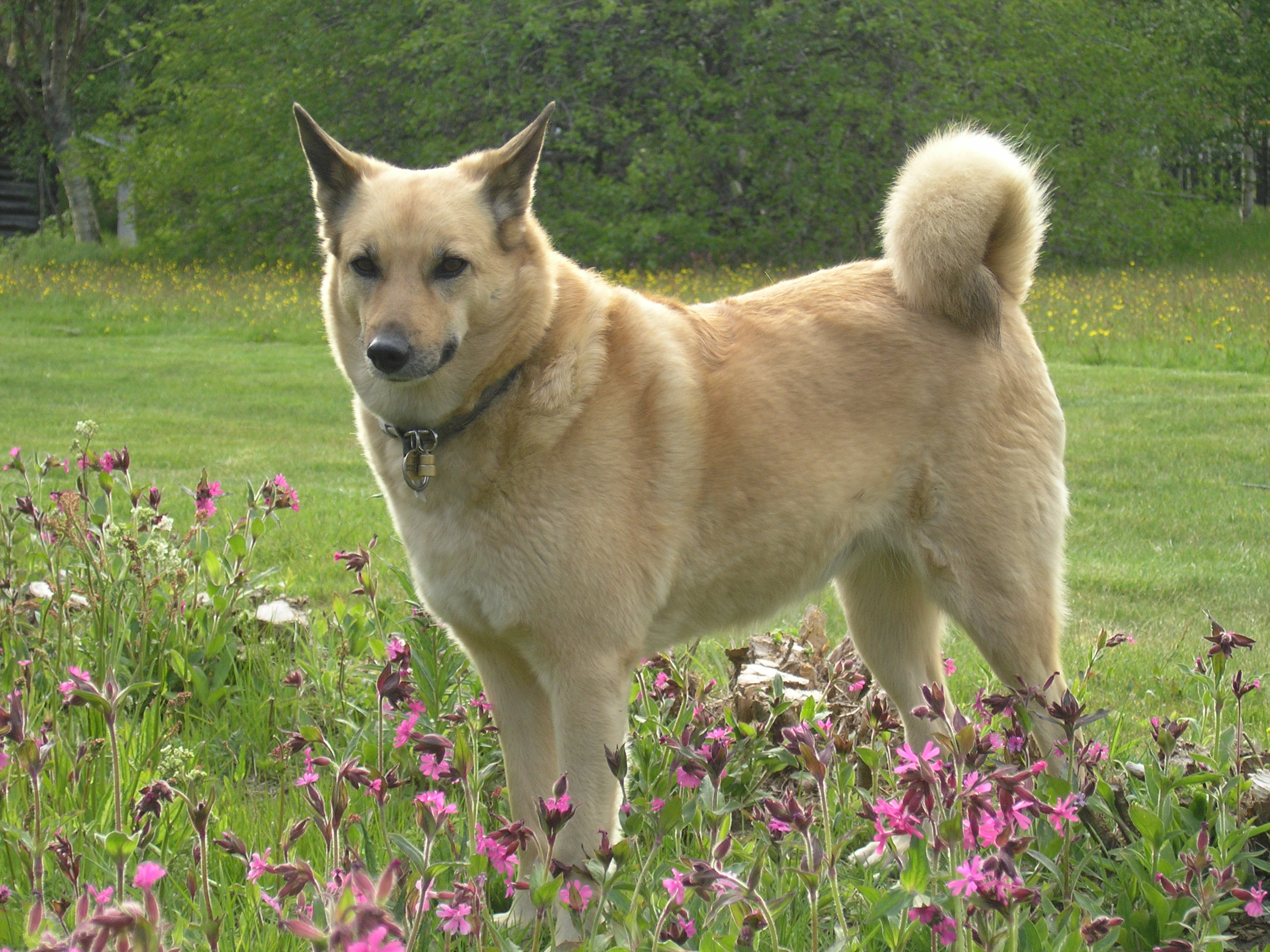
Croisé Spitz finlandais et chien d'élan norvégien gris.

Le crâne a une forme ovoïde vu de dessus ; il s'élargit graduellement en direction des oreilles et est le plus large entre les oreilles. Le crâne est légèrement plus large que long et sa hauteur correspond à sa largeur. Vu de face et de profil, le crâne est légèrement bombé. Les lignes supérieures du crâne et du chanfrein bien droit sont presque parallèles. Le stop est peu prononcé, l'angle entre le chanfrein et le crâne étant cependant nettement visible. La longueur du museau se rapporte à trois quarts de celle du crâne. Le sillon frontal est très superficiel. Les arcades sourcilières et la protubérance occipitale sont peu visibles. De grandeur moyenne, en forme d'amande, les yeux sont en position légèrement oblique et de préférence foncés. Leur expression est animée et éveillée.
Le museau étroit et sec s'amenuise régulièrement vers une truffe petite et de couleur foncée. Les mâchoires sont fortes avec des dents bien développées, symétriques et articulées en ciseaux serrés. Les lèvres sont serrées, plutôt minces et bien ajustées. Les arcades zygomatiques sont peu développées. Les oreilles de petite taille sont attachées plutôt haut, toujours dressées. Elles sont forme de triangle, à l'extrémité pointue, très mobiles et couvertes d'un poil fin.
Défauts de la tête en exposition :
- Tête lourde.
- Museau grossier.
- Mâchoire inférieure faible.
- Oreilles qui pointent vers l'avant en un angle fermé ; oreilles déviées latéralement ou penchées l'une contre l'autre avec les pointes qui se touchent ; oreilles couchées vers l'arrière ; poil long à la face interne du pavillon de l'oreille.

Défauts éliminatoires :
- Truffe de couleur chair.
- Prognathisme supérieur ou inférieur.
- Œil jaune ou hagard, œil vairon.
- Oreilles semi-dressées.

### Robe

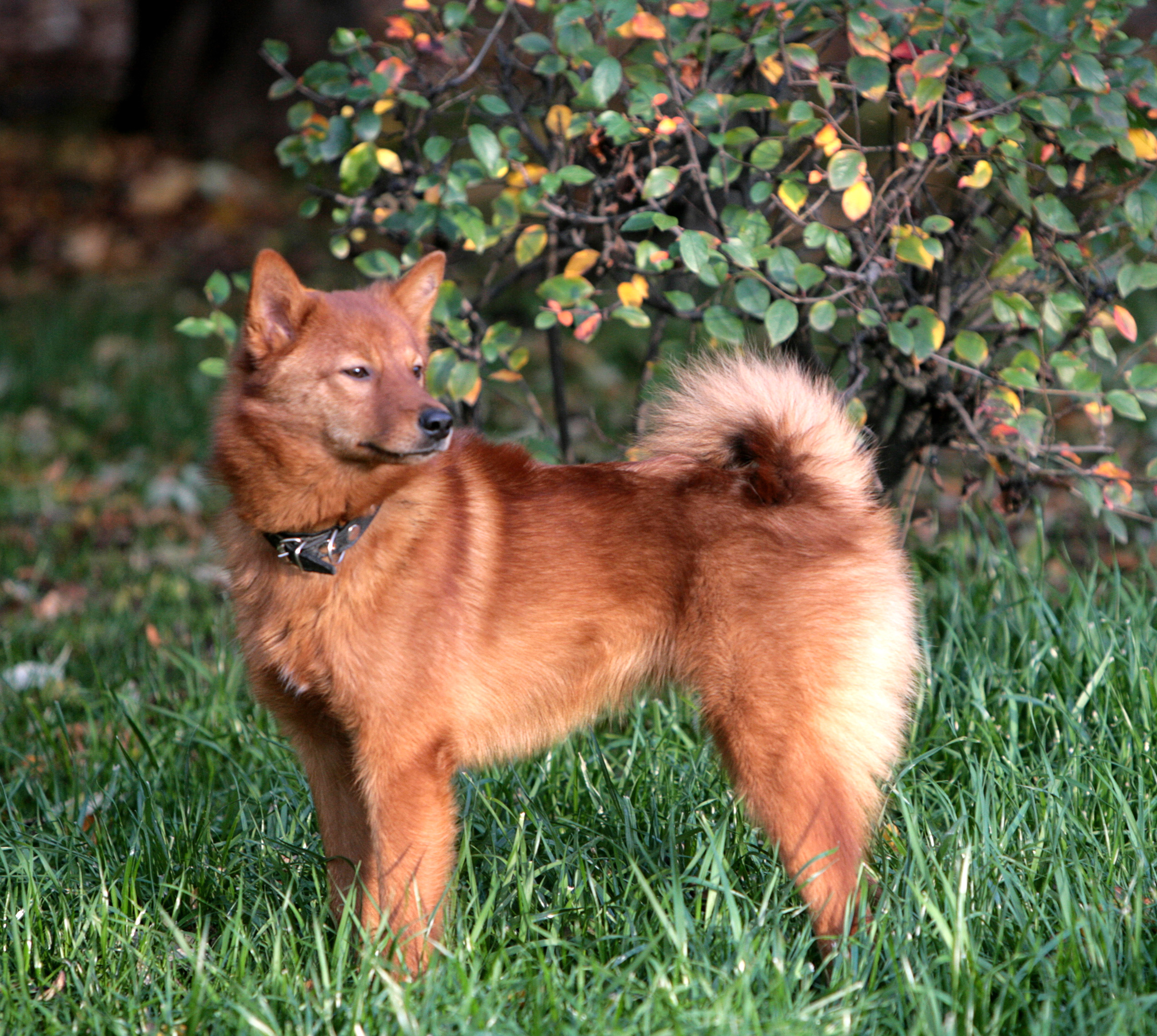
La robe est rouge-brun à brun foncé, généralement unie.

La peau est bien appliquée sur tout le corps, sans rides. Le poil est assez long sur le corps, dressé ou mi-dressé, plus raide sur le cou et le dos. Sur la tête et les membres, le poil est court et bien couché. Spécialement chez les mâles, le poil raide autour des épaules est sensiblement plus long et plus grossier. L'arrière des membres postérieur et la queue sont fournies d'un poil long et épais. Le sous-poil est court, doux, épais et de couleur claire.
Les couleurs autorisées vont du rouge-brun ou d'un brun doré, de préférence brillant. Le poil est d'une nuance plus claire à l'intérieur des oreilles, sur les joues, à la gorge, à la poitrine, au ventre, à la face interne des membres, à la face postérieure de la cuisse et à la queue. Une rayure blanche sur le poitrail et de petites marques blanches sur les pieds sont admises.
Défauts de la robe en exposition :
- Poil long, mou, trop court ou trop couché.
- Poil de plusieurs nuances très différentes et nettement définies.

Défauts éliminatoires :
- Poil ondulé ou frisé.
- Couleurs nettement différentes de la couleur de base.
- Larges marques blanches sur la poitrail et/ou en forme de « chaussettes ».

### Allures

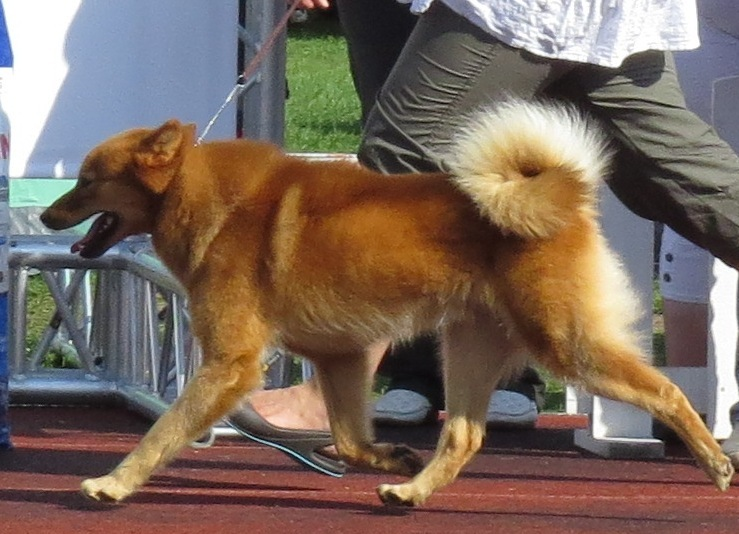
Les allures du spitz finlandais doivent être dégagées et faciles.

Le spitz finlandais doit passer aisément du trot au galop, qui est son allure la plus naturelle. Les membres se meuvent dans des plans parallèles. Les allures sont dégagées et faciles, avec enjambées étendues. À la poursuite du gibier, le chien se précipite dans un galop rapide.

## Caractère
Malgré son allure un peu farouche, il est plutôt d'un naturel sociable. Cependant, il a l'instinct du danger et se montre un chien de garde toujours en éveil et brave. À la chasse, il marque une prédilection pour le gibier à plume, en particulier le coq de bruyère, et son flair remarquable, sa vue perçante, sa ténacité et sa ruse en font l'auxiliaire précieux du chasseur qu'il guide de ses aboiements.
Son tempérament extrêmement sensible nécessite une éducation équilibrée, à la fois ferme et douce. Dans un environnement harmonieux, il se montre un compagnon intelligent, affectueux et fidèle. Il partage les jeux des enfants sans brutalité. Pour une vie en appartement, une bonne éducation pourra tempérer son aptitude naturelle à l'aboiement[réf. nécessaire].
Le standard décrit le spitz finlandais comme vif, vigoureux, courageux et déterminé. Il peut être un peu réservé envers des étrangers, mais il n'est jamais vicieux. L'agressivité est un défaut éliminatoire en exposition.

## Entretien
De nature très indépendante, il devra toujours être tenu en laisse lors des promenades en ville. À la campagne, il est indispensable d'avoir un espace rigoureusement clos. Très sportif, il a besoin de longues promenades en liberté à l'extérieur avec son maître. Son poil ne nécessite pas d'autre toilettage qu'un brossage régulier. De plus, c'est un chien très propre, qui procède lui-même à une toilette méticuleuse[réf. nécessaire].
Durée moyenne de vie : 13 ans.

## Utilité
Le spitz finlandais a été sélectionné pour être un chien de chasse au gibier à plumes.